# 中共右玉县委旧址
中共右玉县委旧址，位于中华人民共和国山西省朔州市右玉县右卫镇关厅街，已列为山西省文物保护单位。

## 保护
2021年8月4日，中共右玉县委旧址由山西省人民政府公布为第六批山西省文物保护单位，编号6-286。